# 22.ª División (Ejército franquista)
La 22.ª División fue una unidad del Ejército franquista que tuvo un papel relevante en la Guerra Civil Española. Mandada por el coronel Eduardo Álvarez-Rementería, la división llegó a actuar en el frente de Córdoba

## Historial
La unidad fue creada el 22 de mayo de 1937, a partir de la antigua «División del Norte del Guadalquivir». La división, que estableció su cuartel general en Peñarroya, quedó bajo el mando del coronel de infantería Eduardo Álvarez-Rementería.
El 9 de junio la unidad fue desdoblada, surgiendo de ella la 25.ª División. Por esas fechas la unidad quedó asignada al II Cuerpo de Ejército. En diciembre se decidió volver a desdoblar la 22.ª División debido al amplísimo frente que debía cubrir, creándose a partir de ella la 24.ª División, si bien hasta febrero de 1938 no se completó la reorganización.
En julio de 1938, integrada en la «Agrupación Sur» del general Gonzalo Queipo de Llano, participó en la ofensiva franquista para el cierre de la Bolsa de Mérida. La ofensiva comenzó el 20 de julio y en apenas unas jornadas las fuerzas franquistas lograron cercar —y destruir— a numerosas fuerzas republicanas del Ejército de Extremadura. En agosto participó en la ofensiva franquista que llevó a ocupación del saliente de Cabeza del Buey, antes de ver frenado su avance ante la resistencia republicana.
Con posterioridad el mando de la división recayó en el coronel Alfredo Erquicia.
A comienzos de 1939 tomó parte en la batalla de Peñarroya, recibiendo de lleno el impacto de la ofensiva republicana.
Tras el final de la contienda la unidad fue adscrita a la II Región Militar, quedando destinada en el Campo de Gibraltar.